# Goussia polyepidis
Goussia polyepidis is een soort in de taxonomische indeling van de Myzozoa, een stam van microscopische parasitaire dieren. Het organisme komt uit het geslacht Goussia en behoort tot de familie Eimeriidae. Goussia polyepidis werd in 1985 ontdekt door Alvarez-Pellitero & Gonzalez-Lanza.